# Трансерфинг реальности
Трансе́рфинг реа́льности —  эзотерическое учение, созданное в 2004 году на основе одноимённой серии книг за авторством Вадима Зеланда. Описывается как учение о технике, способной концентрировать энергию мыслей для претворения желаемого варианта развития событий. Автор ссылается на идею мультивариантного мира.
Книги Зеланда были изданы на нескольких языках. По информации федеральной российской газеты «Комсомольская правда» суммарный тираж книг по теме трансерфинга реальности на 2010 год превышал 3 миллиона экземпляров. Российская ежедневная газета «Известия» включила книгу «Трансерфинг реальности. Ступень I: Пространство вариантов» в список самых популярных у москвичей книг по итогам 2019 года.
В 2006 году при поддержке и участии Вадима Зеланда организован "Трансерфинг Центр" — онлайн-школа, курсы и вебинары которой основаны на идеях Трансерфинга реальности. Основатель — Татьяна Самарина, ведущий тренер Трансерфинг Центра, психолог по образованию, единственный тренер, который лично общается с автором книг и учения.

## Название
Авторство словосочетания «трансерфинг реальности» (или просто «трансерфинг») принадлежит самому Зеланду. По версии автора, термин указывает на «скольжение» по «линиям жизни», подобно сёрфингу; это «скольжение через пространство вариантов» или «трансформация потенциально возможного варианта в реальность», или «переход через линии жизни». Зеланд подчёркивает написание и чтение «трансерфинг», а не «трансёрфинг». Хотя автор не прибегает к переводу, философ Н. Н. Плужникова предполагает, что, если иметь в виду английские слова «trans» и «serf», термин можно понимать как «невольник перемещения» или, более метафорично, «раб реальности».

## Основные идеи
Учение изложено в нескольких книгах, в которых утверждается, что Вадим Зеланд является случайным ретранслятором учения, а не его автором. Так, в книге «Шелест утренних звёзд» указывается, что автор получил идеи во сне от «Смотрителя» или «хранителя Древнего знания». Как отмечает Н. Н. Плужникова, речь идёт о тайном мистическом знании, которым автор желает поделиться. Книги следует читать по очереди, поскольку каждая представляет собой ступень или этап в обретении знания.
Главная идея трансерфинга — человек обладает способностью управлять реальностью с помощью мысли на метафизическом уровне. Чтобы этого добиться, человек должен постоянно размышлять и принимать верные решения. Согласно учению Зеланда, вселенная состоит из многомерного пространства вариантов, из которого отдельный человек материализует один вектор с помощью мыслей или идей (автор использует понятие «мыслеобразы»). Человек конструирует и управляет своей индивидуальной реальностью для достижения цели, а также постоянно изменяет межличностное пространство. Поскольку реальность пластична, индивидуальное сознание не связывается с коллективным целым в конкретной точке или с помощью цели существования. В «Шелесте утренних звёзд» трансерфинг определяется как мощная техника управления судьбой — эта техника позволяет каждому изменить свою жизнь к лучшему и обрести счастье. Как утверждает Зеланд, его концепция следует из теории множественных миров в современной квантовой физике. Так, «многовариантность мира является его первейшим фундаментальным свойством», а «реальность имеет многообразие форм проявления». Как отмечает Плужникова, утверждения автора являются аксиомами, которые следует принимать на веру; их невозможно проверить или эмпирически доказать. Герметичность своего учения и защиту от критики автор обеспечивает с помощью риторических приёмов: Зеланд сразу отделяет нужные области информации от ненужных (избыточных), что позволяет ему не отвечать на некоторые вопросы (приём «ускользания»).
Среди главных понятий трансерфинга — «маятник» и «слайд», последние могут быть позитивными и негативными. Первое объясняет универсальные взаимодействия энергии и информации. Маятник является «энергоинформационной структурой», своеобразной программой, которая надстраивается над мыслями отдельных людей и управляет их поведением; люди не осознают, что маятник определяет их действия. Кроме того, группа маятников может создавать более автономную структуру — «групповой маятник». Как отмечает Плужникова, автор не сообщает читателю тот факт, что «энергоинформационные структуры» к настоящему времени не были обнаружены учёными (в том числе и в квантовой физике).
Понятие «слайд» описывает искажённое представление о реальности. Так, негативным слайдом, который влияет на общение с людьми, является чувство неполноценности, вызванное недовольством собой. Такой слайд можно превратить в позитивный; если сознательно создать позитивный слайд, окружающую реальность можно изменить. Как отмечает Плужникова, эта теория не оригинальна и в отечественной психологии разрабатывалась Д. Н. Узнадзе («психологическая установка»).
Зеланд считает, что реальность сновидений позволяет адекватно моделировать действительность — события во время сна не воспринимаются человеком как нечто необычное. Частью теории Зеланда является настойчивая рекомендация сыроедения: им написана специальная кулинарная книга.

## Анализ и оценки
С точки зрения писателя и литературного критика Дмитрия Быкова, проект «трансерфинг реальности» был главным бестселлером в конце 2005 года, при этом Быков в ироничной форме даёт такую оценку
Вы скажете: бред. Да, бред, и написано как типичный бред — чуть получше цикла книг о лесной ведунье Анастасии, чуть похуже Кастанеды, из которого Зеланд тырит охотно и щедро...
Трансерфинг реальности приобрёл популярность среди молодёжи, однако, по мнению Н. Н. Плужниковой, в целом был оставлен без внимания как учёными, так и авторами эзотерической литературы. Среди критиков получила известность книга-эссе «Анти-Зеланд, или На халяву и уксус сладкий».
Трансерфинг реальности характеризуется высокой степенью интертекстуальности и смешивает научно-популярный, научный, разговорный и художественный дискурсы. Кандидат социологических наук И. А. Чудова и социолог М. Мальцев рассматривают трансерфинг в контексте «квазиметапсихологического» (то есть маргинального по отношению к научному сообществу) дискурса, который порождается паранаукой и, пытаясь соединить науку и эзотерику, даёт индивиду ответы на вызовы повседневной жизни и предоставляет защиту от утраты идентичности в условиях постмодерна. Концепция Зеланда, по оценке Плужниковой, представляет упрощённую теоретическую модель, в которой духовная жизнь сводится к состояниям человеческой психики. Модель не основана на науке и обращается к бессознательному, а не к человеческой рефлексии. Философ А. И. Пигалев отмечает, что на фоне других российских авторов трансерфинг выглядит концептуально стройным и оригинальным и сразу позиционируется автором как «особая технология управления реальностью»; учение адаптировано к отечественной культуре, отличается детальностью изложения. В то же время концепция отражает более общую мировоззренческую парадигму современной культуры, включая неклассические онтологии и, в частности, идею того, что человек действует бессознательно, а реальность относительна (вопрос о связи мысли и реальности восходит ещё к Декарту). Трансерфинг реальности обнаруживает близость к квазирелигиозной, мистической и эзотерической традиции и психологии на западе; в частности, к идеям К. Кастанеды, Э. Хикс и Д. Хикс, Л. Хей и др., хотя автор на них не ссылается. Его идеи изменения реальности не являются новыми в эзотерике и перекликаются с буддистским учением Тартанга Тулку. В сущности концепция Зеланда не отличается от шаманизма. Как и многие современные аналоги, учение Зеланда апеллирует к квантовой механике; И. А. Чудова и М. Мальцев отмечают, что Зеланд, с одной стороны, критически оценивает науку, а с другой стороны, пытается подкрепить свои претензии на истину, ссылаясь на термины из точных и естественных наук.
Тексты Вадима Зеланда проанализировали c точки зрения дискурс-анализа социологи И. А. Чудова и М. Мальцев, рассмотрев идеологические элементы и риторические приёмы по конструированию авторского «Я». Главные идеологемы Зеланда — «позитивное мышление» и «материальность мыслей». Зеланд применяет различные текстовые приёмы, которые позволяют вступить в диалог с читателем и вовлечь его в свой нарратив, приблизить к рассказчику (или, по меньшей мере, имитировать подобное взаимодействие), предоставить читателю возможность интерпретации. Вместе с тем, использование обращений и повелительного наклонения сохраняет дистанцию между автором и читателем; акцент переносится на читателя, который нуждается в помощи, консультировании (что, по мнению исследователей, отражает положение субъекта в условиях «текучей современности»). Автор задействует вопросительные конструкции, в частности, риторические вопросы; сложноподчинённые предложения с придаточными условия; соответствующие личные местоимения и глагольные формы (первое лицо множественного числа). Часто используются метафоры и аллегории на основе примеров из обыденной жизни, что, по предположению Чудовой и Мальцева, позволяет переносить абстрактные смыслы в повседневный язык. Отдельно исследователи отмечают чередование прямых обращений к читателю и обезличенного существительного «человек» и попытки предвосхитить возможные читательские вопросы. Первый приём позволяет читателю чувствовать себя одновременно и субъектом трансерфинга, и изучаемым объектом. Так возникает подобие «открытого текста» (в постструктуралистском смысле), в котором и автор, и читатель творят сообща, однако речь идёт об имитации: Зеланд остаётся для читателя проводником. Второй способ сглаживает острые углы и делает повествование более цельным.
Трансерфинг можно отнести к нестандартным магическим практикам, утверждающим возможность влиять силой мысли («осознанным намерением») на окружающую действительность — жизненные обстоятельства, судьбу и факторы окружения. Трансерфинг нацелен на желания, а не на действия, он призван быстро и с минимальными затратами решать житейские проблемы. Учение трансерфинга ориентировано на традиционные буржуазные ценности «успешности» (карьера, достаток, потребление и комфорт), со смещением акцентов в сторону популярных в современном обществе ценностей индивидуализма, саморазвития, духовных наслаждений (гедонизм), что, по мнению Плужниковой, объясняет его успех у молодёжи. В условиях деконструкции культуры и вакуума в мировоззрении, когда социальная реальность характеризуется «симулятивной пустотой» (в терминах Ж. Бодрийяра) и не доступна для понимания обычному человеку, индивид полагается только на свои силы, стремясь стать «творцом» собственной жизни. Эти обстоятельства, как отмечает Плужникова, способствуют привлекательности сомнительной концепции трансерфинга, который заполняет «пустоту смыслов» нереальными мечтами и желаниями. Учение является типичным порождением массовой культуры, для которой характерны примитивизация и упрощение — отмечается, что трансерфинг стал своего рода «рыночным брендом». В 2006 году была открыта «Официальная школа трансерфинга» (Санкт-Петербург), а затем ряд её региональных филиалов.
Публицист Анатолий Вассерман считает, что трансерфинг — это способ настройки мышления на активный поиск решения задач.
По мнению представителей Русской православной церкви, занятия трансерфингом реальности наносят вред душе человека и отдаляют его от Бога.

## Автор
В 2007 году в екатеринбургском центре практической психологии «Мир гармонии» допускали, что Зеланда придумала издательская группа «Весь», издающая книги по трансерфингу. С этой точки зрения, приписываемые ему тексты написаны несколькими авторами. На личном сайте Вадима Зеланда подобного рода информация отрицается:
Существует мнение, что Вадима Зеланда вообще не существует, а под его псевдонимом творит группа учёных, потому что объять и создать подобное одному человеку якобы не под силу. И тем не менее, личность вполне реальная.
В 2010 году было указано, что автору за 40 лет, до распада СССР он занимался исследованиями в области квантовой физики, потом — компьютерными технологиями, сейчас — книгами, живёт в России, по национальности — русский, на четверть эстонец.
В 2012 году в арбитражном суде в споре о нарушении авторских прав компании «ИГ „Весь“» последняя представлена в качестве обладателя исключительной лицензии на использование авторских прав Суркова В. Н. — автора книг «Практический курс трансерфинга за 78 дней», «Вершитель реальности», «Трансерфинг реальности» (ступени I—V) (лицензионное соглашение  «ИГ „Весь“» от 21 января 2008 года).